# Pfarrkirche Proleb

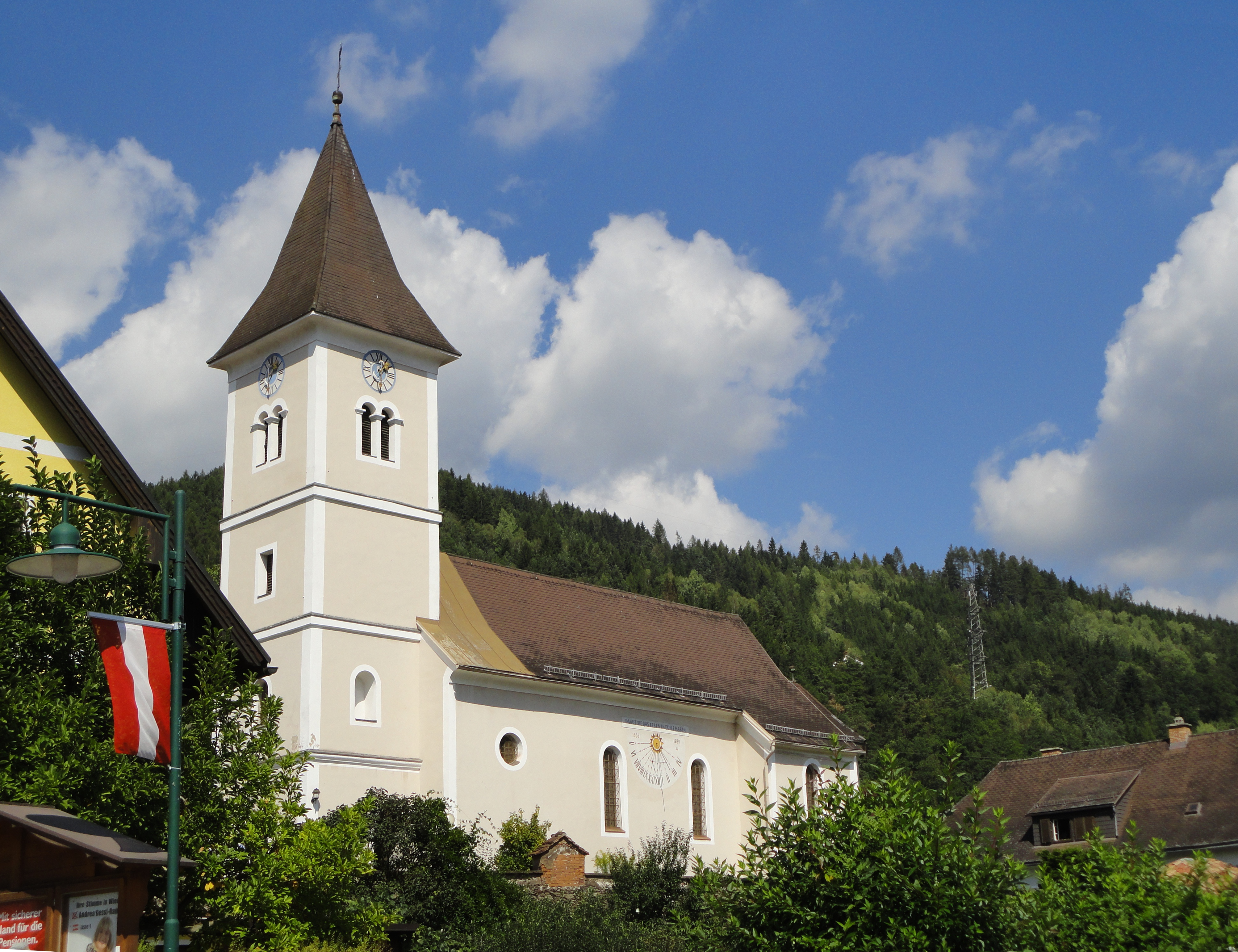
Katholische Pfarrkirche hl. Martin in Proleb

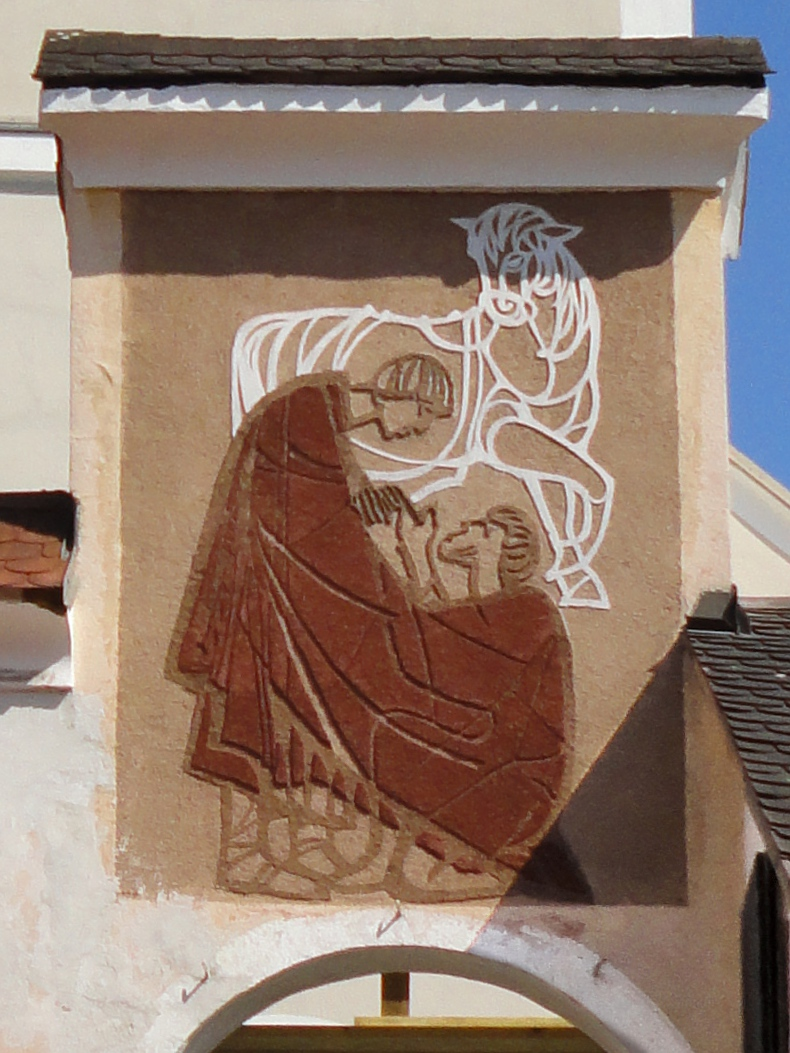
Mantelteilung, Bild vor dem Zugang zur Kirche

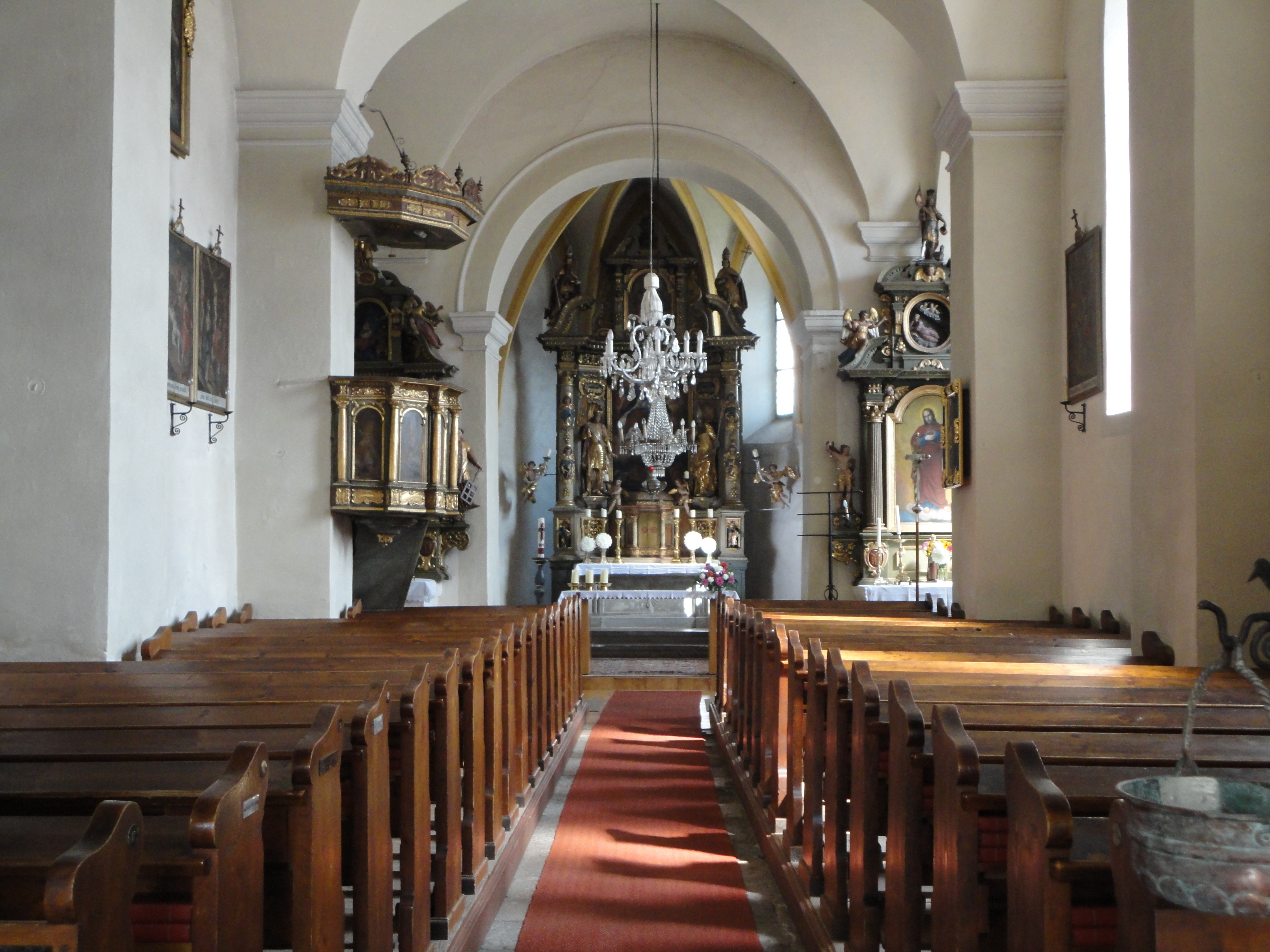
Langhaus, Blick zum Chor

Die römisch-katholische Pfarrkirche Proleb steht in der Gemeinde Proleb im Bezirk Leoben in der Steiermark. Die dem Patrozinium des Heiligen Martin von Tours unterstellte Pfarrkirche gehört zur Region Obersteiermark Ost (Dekanat Leoben) in der Diözese Graz-Seckau. Die Kirche und der ummauerte Friedhof stehen unter Denkmalschutz (Listeneintrag).

## Geschichte
Urkundlich wurde 1148 eine Kirche genannt. Die Filiale der 1903 abgebrochenen Pfarrkirche der Burg St. Veit am Veitsberg wurde 1813 zur eigenen Pfarre. Das Langhaus der gotischen Kirche wurde 1666 barockisiert.

## Architektur
Das Kirchenäußere zeigt ein Langhaus unter einem Satteldach und einen eingezogenen Chor mit einem nördlichen Sakristeianbau. Alle Fenster sind barock gestaltet. Der vorgestellte viergeschoßige Westturm mit einem offenen Turmerdgeschoß trägt einen Spitzhelm. Unmittelbar unter dem Helm und über den als Doppelfenster ausgebildeten rundbogigen Schallöffnungen ist an den vier Seiten des Turms die Turmuhr angebracht.
Über dem Bogen des Tors am Anfang des seit 2014 überdachten Kirchenzugangs ist in einem modernen Sgraffito des Malermeisters Walter Ramschek die legendäre Mantelteilung des hl. Martin mit dem Bettler dargestellt. Das Bild ist ungewöhnlich; denn Martin, der entsprechend der Erzählung sehr jung erscheint, ist vom Pferd abgestiegen und hat die Hälfte seines Mantels um den Bettler gelegt, der zu erfrieren drohte. Der Bettler streckt die Hände hoch, als wolle er Martins Gesicht dankbar streicheln. Das Bild entstand 1989, als ein Marienbild in den Eingangsbereich der Kirche verlegt wurde. Walter Ramscheck schuf auch die Zifferblätter der Turmuhr und eine Sonnenuhr an der Südseite des Kirchenschiffs als Sgraffito. Die Ausmessung der Sonnenuhr berechnete Johannes Anegg. 
Das Kircheninnere zeigt ein vierjochiges Langhaus unter Kreuzgratgewölben auf einfachen Wandpilastern. Das östliche Joch ist beidseits durch tonnengewölbte Kapellen erweitert. Der Fronbogen ist rundbogig. Der gotische Chor mit einem Fünfachtelschluss hat ein Kreuzrippengewölbe auf einfachen Konsolen und einen runden Schlussstein. Die Sakristei ist kreuzgratgewölbt, unter der Sakristei befindet sich eine Gruft. Die dreiachsige Westempore auf Pfeilern ist kreuzgratunterwölbt, die vorgezogene Holzbrüstung hat gedrechselte Docken.

## Einrichtung
Der Hochaltar von 1668 zeigt ein Altarbild, wohl des hl. Martin, vermutlich vom Maler Johann Baptist Colomba stammend. Die etwa in der gleichen Zeit entstandenen Seitenaltäre zeigen Knorpelwerkornament, der rechte Seitenaltar ist ein Pestaltar.
Die Kanzel zeigt am Korb Bilder der Vier Kirchenväter. Der barocke Taufstein entstand um 1670. Es gibt ein Bild der hl. Katharina von Siena von Carl Laubmann. Die Kreuzwegbilder sind spätbarock. Es gibt eine Statue des hl. Johann Nepomuk um 1750. Der Glasluster entstand in der ersten Hälfte des 19. Jahrhunderts.
Die Orgel von 1818 hat ein barockes Gehäuse. Eine Glocke goss Medardus Reig 1692.

## Friedhof
Die Kirche ist von einem ummauerten Friedhof umgeben. Das westliche Friedhofsportal mit einer Nische zeigt ein Relief Mariahilf in einem Knorpelwerkrahmen um 1670, die schmiedeeiserne Gittertür entstand Ende des 18. Jahrhunderts.